# Alstroemeria werdermannii
Alstroemeria werdermannii är en alströmeriaväxtart som beskrevs av Ehrentraut Bayer. Alstroemeria werdermannii ingår i släktet alströmerior, och familjen alströmeriaväxter.

## Underarter
Arten delas in i följande underarter:
- A. w. flavicans
- A. w. werdermannii